# A Verdadeira Dor
A Real Pain (bra: A Verdadeira Dor; prt: A Verdadeira Dor) é um filme de comédia dramática de 2024, escrito, dirigido e produzido por Jesse Eisenberg. É estrelado por Eisenberg e Kieran Culkin como primos distantes que se reúnem para uma viagem em memória de sua falecida avó. Emma Stone atua como produtora sob sua companhia Fruit Tree.
O filme teve sua estreia mundial no Festival Sundance de Cinema em 20 de janeiro de 2024.

## Sinopse
David (Jesse Eisenberg) e Benji (Kieran Culkin) são dois primos incompatíveis que se reúnem para uma viagem pela Polônia para homenagear sua amada avó. A aventura sofre uma reviravolta quando antigas tensões ressurgem no contexto da história de sua família.

## Elenco
- Jesse Eisenberg como David Kaplan
- Kieran Culkin como Benji Kaplan
- Will Sharpe como James
- Jennifer Grey como Marcia
- Kurt Egyiawan como Eloge
- Ellora Torchia como Priya[10]
- Liza Sadovy como Diane
- Daniel Oreskes como Mark

## Produção

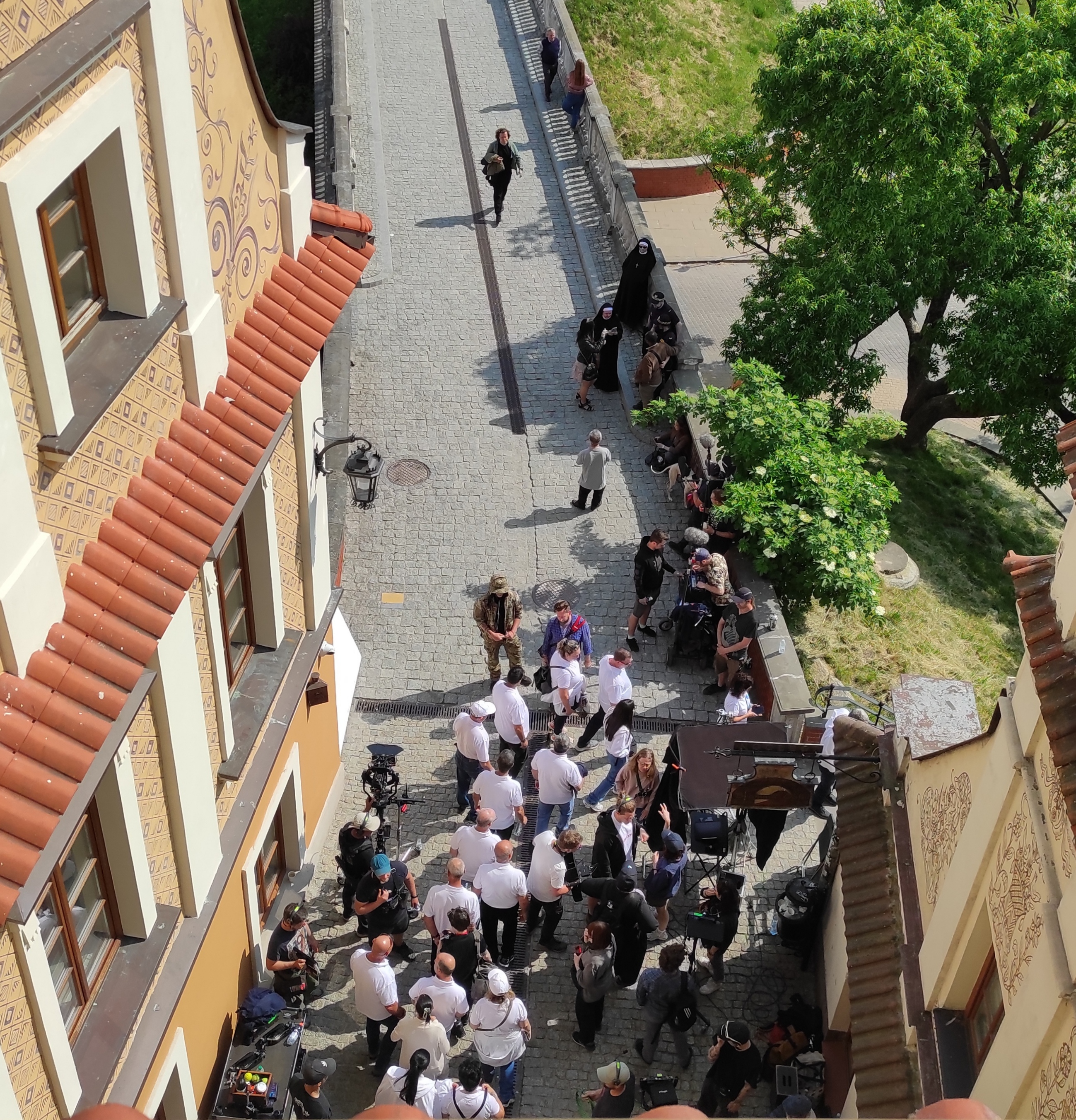
Filmagens decorrendo em Lublin

Em agosto de 2022, foi anunciado que Jesse Eisenberg e Kieran Culkin estrelariam o filme, com Eisenberg dirigindo a partir de um roteiro que ele próprio escreveu, com Emma Stone e Dave McCary escolhidos na produção do filme. É o segundo longa-metragem de Eisenberg como escritor/diretor, depois de When You Finish Saving the World, de 2022.
As filmagens começaram em maio de 2023.

## Lançamento
O filme estreou na Competição Dramática dos Estados Unidos no Festival Sundance de Cinema em 20 de janeiro de 2024. Pouco depois, a Searchlight Pictures adquiriu os direitos mundiais do filme por 10 milhões dólares em um leilão que durou toda a noite, marcando a primeira grande aquisição naquela edição do festival.
Em Portugal, o filme foi lançado nos cinemas em 16 de janeiro de 2025; já no Brasil, a produção foi distribuída nos cinemas em 30 de janeiro de 2025.

## Recepção
No site agregador de críticas Rotten Tomatoes, 96% das 263 avaliações dos críticos são positivas, com uma classificação média de 8,2/10. O consenso do site afirma: "Liderado por Kieran Culkin, que rouba a cena, A Real Pain é uma comédia dramática poderosamente engraçada e emocionalmente ressonante que mostra o escritor, diretor e ator Jesse Eisenberg usando seus pontos fortes em ambos os lados da câmera." O Metacritic, que usa uma média ponderada, atribuiu ao filme uma pontuação de 86 em 100, baseado em 54 críticos, indicando "aclamação universal".
Damon Wise, para o Deadline Hollywood, elogiou Culkin por sua atuação, chamando-a de um ponto alto na carreira do ator.

### Prêmios e indicações
| Prêmio                      | Data                  | Categoria                         | Recipiente      | Resultado | Ref.   |
| --------------------------- | --------------------- | --------------------------------- | --------------- | --------- | ------ |
| Festival Sundance de Cinema | 26 de janeiro de 2024 | Grande Prêmio do Júri – Dramático | A Real Pain     | Indicado  | [ 20 ] |
| Festival Sundance de Cinema | 26 de janeiro de 2024 | Prêmio Waldo Salt de Roteiro      | Jesse Eisenberg | Venceu    | [ 20 ] |